# Friend zone

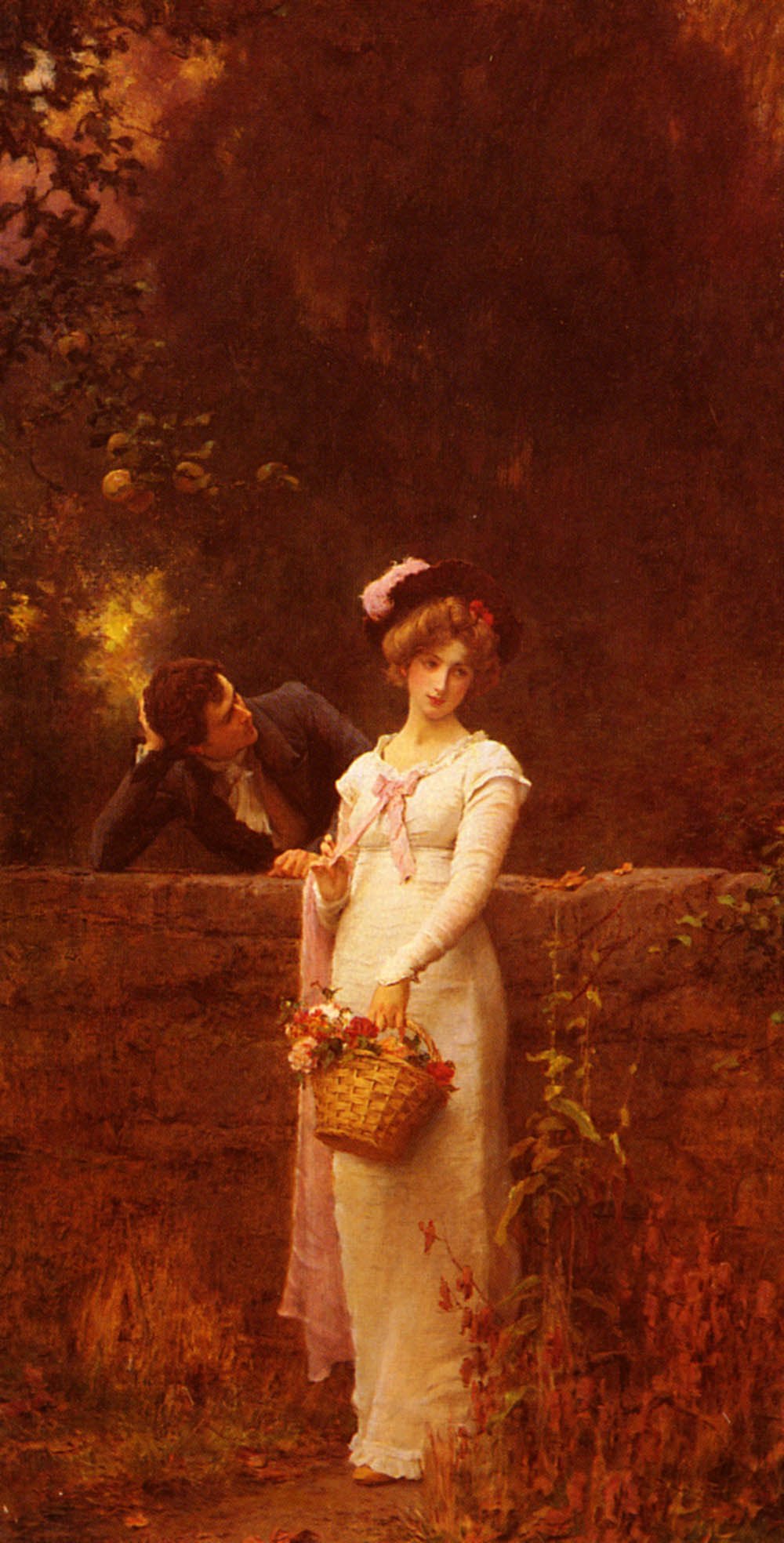
Pintura de Marcus Stone.

La friend zone, en la cultura popular, es refereix a una relació platònica en la qual una persona desitja entrar a una relació romàntica o sexual, mentre l'altra no. És generalment considerada una situació indesitjable o paüra per la persona enamorada i no corresposta. Passa quan una de les parts no retorna una resposta afirmativa als avenços o afecte de l'altra part desitjosa, però continua participant en l'amistat d'una manera platònica, situació que a vegades és descrita com a friend-zoning.
En un sentit relacionat del terme, friend zone pot descriure's com un "compromís desajustat", com quan dues persones estan implicades sexualment, però dins de la relació una de les parts vol un compromís mutu mentre l'altre no. Segons els psicòlegs, l'home en una relació de gèneres creuats és més probable que se senti atret per una amiga que no pas aquesta amiga per ell, i ell acostuma a sobreestimar l'interès d'ella creient-lo com a romàntic o d'atracció sexual. El concepte ha estat criticat per feministes per ser molt injust i misògin, ja que podria induir a la idea d'una obligació de les dones per oferir sexe a canvi d'accions amables per part dels homes.

## Aplicació
Hi ha explicacions diferents sobre què causa que una persona acabi col·locada en una friend zone per una altra persona. Podria resultar de senyals malinterpretades o per por a que una relació més profunda pugui posar en perill l'amistat. Un escriptor del Chicago Tribune va suggerir que hi havia diversos casos dins que algú podria esdevenir relegat a la friend zone: (1) que la persona A no sigui suficientment atractiva per la persona B, (2) que la persona A malinterpreti la gestualitat corporal de la persona B com a senyals d'interès a aprofundir en una relació, (3) que hi hagi una repulsió sexual (però no prou per bloquejar una amistat). En una amistat entre dues persones, sentir-se relegada a la friend zone pot succeir indistintament a qualsevol persona. En altra instància, una dona descriuria el seu home amic, com algú amb qui se sent confortable tal com s'hi sentiria amb les seves amigues dones, però la seva relació resultaria problemàtica quan ell volgués desenvolupar una relació romàntica que ella no estigués d'acord. En canvi l'home compararia la friend zone amb ser dissuadit d'aconseguir una relació platònica amb una dona. L'escriptor Jeremy Nicholson de la revista Psychology Today ha suggerit un altre problema amb la friend zone, i és que un perseguidor romàntic, en comptes d'acabar sent refusat d'entrada, utilitzaria la tàctica dels actes amistosos com a "porta del darrere" per tal d'aproximar-se a una relació romàntica.
Marshall Fine del The Huffington Post ha suggerit que la friend zone "seria com un espai de penalització, quan el teu únic delicte és no ser atractiu i inabastable." L'assessor de cites Ali Binazir ha descrit la friend zone com a Justfriendistan, i va escriure que és un "territori només per ser relegat i marginat com el Sàhara Occidental, Atacama, i el Novè Cercle de l'Infern de Dante." Mastin Kipp Del The Huffington Post ha descrit que ell mateix ha tingut sempre amigues que eren "dones" i que eren només "amigues", i que per tant no ha tingut relacions sexuals amb elles.
Hi ha acord generalitzat que una vegada que algú és en la friend zone, és difícil sortir-ne.

## Oposició al terme
Bloguistes feministes com Rivu Dasgupta i Amanda Marcotte han argumentat que el concepte de friend zone és misogin. Dasgupta veu la friend zone com un arrelament del narcisisme masclista. El concepte de xicot maco ha estat criticat com a trop de gènere amb un missatge subjacent que els actes amables reclamen una recompensa sexual o romàntica. Dasgupta i Marcotte diuen que el concepte implica que si una dona i un home tenen una amistat platònica i l'home esdevé romànticament atret cap a la dona, llavors la dona té un deure de retornar el seu afecte. Una dona que no retorna afecte al seu "xicot maco" afecta negativament al mascle i passar a ser culpa de la dona. El que objecten les feministes és que aquests actes de "bondat de serial" no són fets amb un esperit d'amistat desinteressada, sinó com a favors que exigeixen una indemnització, favors que imposen a la dona una obligació recíproca de recompensa sexual. Més enllà d'això, alguns feministes estan molestes perquè l'ordre del dia passi en tals relacions per les necessitats sexuals dels homes més que per les necessitats d'amistat per part de les dones. Ryan Milner de la Universitat de Xarleston argumenta que el concepte de friend zone és matisat i nocivament patriarcal com a autoritat de dominació masculina, i escriu que com a resultat les dones podrien ser vistes negativament:
| «                   | (anglès) Women who put ‘nice guys' in the friend zone were accused of abuse, manipulation, and neglect ... Friend Zone Fiona is premised on this perceived injustice. Fiona ‘loves you ... like a brother’, ‘totally wants you ... to meet the right girl someday’, and ‘invites you over ... to fix her computer’. The image juxtaposes the first clause premise and the second clause punch line to elevate hopes, and then crush them. | (català) La dona que posa un 'noi simpàtic' a la friend zone és sovint acusada d'abús, manipulació, negligència,... Friend Zone Fiona és basa en aquesta premissa injusta. Fiona 't'estima... com un germà', 'et desitja totalment... que coneguis la noia convenient algun dia', i 'et convida... a que li arreglis l'ordinador'. La imatge juxtaposa la primera premissa de la clàusula i colpeja la segona línia de la clàusula per elevar les esperances i, a continuació, aixafar-les. | » |
| — Ryan Milner, 2013 | | |   |

Per contrast, Ally Fog col·laborador de theguardian.com argumenta contra la idea que els homes que utilitzen el terme "friend zone" són misògins que van a l'interès sexual. Afirma que mentre nombroses amistats home–dona acaben en demostracions romàntiques la friend zone no existeix en un sentit literal, sinó que reflecteix genuïnament l'experiència emocionat per l'home heterosexual amb baixa autoestima i poca auto-confiança. Especula que aquests homes no se senten dictats pel sexe, sinó que es debaten en l'acceptació després del previsible rebuig que han rebut. Col·loca la culpa en les arrelades funcions de gènere que esperen que siguin els homes qui iniciïn els avenços romàntics i col·loquen una càrrega indeguda reservada damunt dels homes més tímid.

## Cultura popular
El terme va ser popularitzat el 1994 per un episodi de la sitcom americana Friends titulat "The One with the Blackout", en el que el personatge de Ross Geller, qui estava enamorat de la Rachel Green, és descrit pel personatge Joey Tribbiani com a l'"alcalde de la friend zone". La qüestió de si un home pot mai "fugir de la friend zone i començar a sortir amb una de les seves amigues dona" acaba ajudant que finalment la "parella somiada" entre Ross i Rachel storyline resulti dramàticament convincent pels espectadors.
Des de llavors, el concepte de friend zone sovint ha estat un element de trama en pel·lícules i espectacles televisius. La pel·lícula Just Friends del 2005, representava també un caràcter principal, interpretat per Ryan Reynolds, que es reuneix després deu anys amb la seva amiga Amy Smart, qui li informa a ell que se l'ha estimat "com un germà", impedint així qualsevol esperança d'ell d'haver trobat en ella la seva xicota definitiva.
També es pot posar com a exemple de l'anomenada "friendzone" al moviment estratègic que ha fet SB cap algú que no ha tingut temps ni d'expressar el que realment sent. Aquest tipus de "friendzone" és més dura, ja que s'ha produït una negativa quan s'ha plantejat la situació només de manera indirecta i informal, sense cap declaració ferma i/o unilateral.
MTV va emetre un reality show anomenat FriendZone des de l'any 2011 al 2013. Cada episodi és basat al voltant de com de "trituradores" són les amistats amb els enamoraments, quan algú vol començar una relació amorosa més profunda amb una altra persona. En una entrevista amb una publicació nacional, un productor va dir:
| «                 | (anglès) The idea for the show came out of my own experience. Unfortunately, I know the pain of telling the girl of your dreams you love them and want to take the relationship to the next level only to be told they don't feel the same. I figured if it happened to me, it might be something others could relate to as well. If it works, you have the beginnings of a great love story. If it doesn't, well, pain and humiliation make great TV, too. | (català) la idea del xou va sorgir de la meva pròpia experiència. Desafortunadament, conec el patiment de dir-li a una noia que l'estimes i que somies amb ella i que vols portar la vostra relació al següent nivell perquè t'acabi responent que ella no sent el mateix per tu. M'imagino el que em passaria a mi, i seria molt semblant al que penso que passaria a la demés gent. Si funciona, començaries una gran relació amorosa. Si no, bé, el patiment i la humiliació fan Televisió, també. | » |
| — an MTV producer | | |   |